# František Plodr
František Plodr (28 agosto 1896 – 1957) è stato un calciatore cecoslovacco, di ruolo centrocampista.

## Carriera

### Nazionale
Esordisce il 28 ottobre 1921 contro la Jugoslavia (6-1). Esce dal giro della Nazionale nel 1922, venendo riconvocato nel 1926 per altre due partite: totalizza 6 incontri e un gol in cinque anni.

## Palmarès

### Club

#### Competizioni nazionali
- Campionato cecoslovacco: 2

Slavia Praga: 1924, 1925